# Симићи (породица)
Симићи воде порекло од капетана Ђорђа Симића, официра у Кочиној крајини и у београдском гарнизону у време Првог српског устанка, сина Симе из Сремчице код Београда. Из породице Симић су два председника влада Србије, кнежевски представник Алекса Симић и председник министарског савета Ђорђе Симић и два председника државног савета Стојан Симић и Ђорђе Симић. Ђорђе Симић је био ожењен Јеленом Карађорђевић, кћерком кнеза Александра Карађорђевића, сестром краља Петра Карађорђевића.

### Порекло
Симићи су пореклом из Сремчице код Београда. Сима и Даница имали су четири сина Ђорђа, Ивана, Ђурђа и Павла.

### Капетан Ђорђе Симић
Ђорђе Симић од око 1780. живи у Београду, где ради за трговца Џику, касније аустријског фрајкорског капетана и познатог Карађорђевог команданта делиградског утврђења капетана Џикића (Жикића). Ђорђе Симић и Џикић почетком аустријско-турског рата ступили су у добровољце у фрајкор 1787. и борили се против турске војске у време Кочине крајине. Ђорђе се у рату посебно истакао и напредовао је до чина аустријског поручника (лајтнанта). У фрајкору је једно време био претпостављени старешина Карађорђу, који га је касније звао „стари капетан“. После рата и повлачења аустријске војске из Београдског пашалука, прешао је у Бољевце у Срем у тадашњу Аустрију са браћом Иваном и Ђурђем. До преласка у Србију почетком Првог српског устанка, користио је у Срему право на аустријску официрску пензију. Најмлађи брат Павле остао је у Сремчици. У Првом устанку учествовао је у борбама и, као и други бивши фрајкорски официри у саставу српске војске, задужен је за обуку војске у Београду и на Делиграду и управљање изградњом значајнијих пограничних фортификација. Капетан Ђорђе Симић имао је синове Косту, Стојана и Алексу. Син Коста Симић погинуо је у бици на Јасици 1810.
Два сина и један унук капетана Ђорђа Симића били су председник државног савета и кнежевски представници (председници влада) Стојан Симић, Алекса Симић и Ђорђе Симић.

### Старија грана

#### Стојан Симић (1797-1852)
Старији син капетана Ђорђа Симића Стојан Симић и Бисеније Симић, родом из Чумића код Крагујевца у избеглиштву у Хотину Бесарабији у Русији, био је у служби Јанићија Ђурића, вождовог првог секретара. После је у Букурешту радио за Михаила Германа, поверљивог агента књаза Милоша. Једно време обављао је и поверљиву службу личног „татарина“ књаза Милоша. Књаз Милош је 23. јануара 1827. поставио је Стојана Симића за члана народног суда као представника јагодинске нахије са звањем кнез левачки. После је био председник земаљског (државног) савета.
Стојан и Стевана Симић имали су Ђорђа Симића, Симу, Манасију, Бисенију и Босиљку.

#### Ђорђе Симић (1843-1921)
Стојан Симић (1797-1852) је отац а Стевана Симић мајка Ђорђа Симића (1843-1921), председника владе од 12. јануар а до 21. марта 1894. и од 17. децембра 1896. до 11. октобра 1897. године, председника државног савета 1901, министра спољних послова, сенатора, посланика у Петрограду, Цариграду, Риму и Бечу, оснивача и дугогодишњег председника Црвеног крста Србије. Ђорђе Симић имао је одликовања: Таковски крст 1. реда, орден Светог Саве 1. реда, руски орден Св. Станислава 1. реда (који подразумева и руско дворјанство), аустријску Гвоздену круну 2. реда (која подразумева и аустријски баронат) и др.
Ђорђе Симић се оженио Јеленом Карађорђевић, кћерком кнеза Александра Карађорђевића, сестром Петра Карађорђевића.
После смрти Јелене Симић, рођ. Карађорђевић, Ђорђе Симић оженио се Јулком Пржић (умрла 1872), кћерком Илије Пржића, рођака капетана Мише Анастасијевића, са којом је имао сина Стојана и кћерке Ружицу и Јулку Симић (1872-1889).
- Стојан Симић (1871-1909), син Ђорђа Симића у браку са рускињом Софијом Седмаковом, оперском певачицом из Стразбура имао је кћерку Ружицу Симић, рођ. 1910. Ружица Симић живела је у Италији, имала је две кћерке[4].
- Ружица Симић (1870-1908), кћерка Ђорђа Симића била је удата за Војислава Марковића, шурака Милутина Гарашанина. Кум је био Јован Мариновић. Ружица је имала са Војиславом Марковићем синове Јована и Синишу и кћерку Јулку.

Пошто је Јулка Симић, рођ. Пржић умрла 1872, Ђорђе Симић се трећи пут оженио Јеленом Бојeвић, рођ. Тадић, удовицом пуковника Тодора Бојeвића (1830—1872), кћерком Бошка Тадића (1793—1852) и Стаке (Наке) Станковић (1820-1902), познате под именом Баба-Стака, чији потомци, зетови и други чланови породице су називани Баба-Стакићи. Симић је тада постао очух Радивоја Бојoвића, будућег министра војног и Љубице Бојевић која је била удата за војводу Радомира Путника, а пашеног генерала Косте Протића намесника краљевског достојанства 1889-1892. и генерала Милована Павловића, министра војног.
После Смрти Јелене Бојовић Ђорђе Симић је са Леополдином Коумал (1888—1986), добио ванбрачног сина Ђорђа Коумала Симића, (1913-2004), који је завршио Економски факултет у Бечу.
Велика породична кућа Ђорђа Симића постала је, после продаје држави зграда старог двора Обреновића, у којој су у мајском преврату убијени краљ Александар Обреновић и краљица Драга Обреновић. Зграда је после срушена и на њеном месту подигнута је друга зграда двора, која је срушена у бомбардовањима Београда. Сада на месту старог двора Обреновића нема зграда већ се налази узвишење у парку између старог и новог двора, однсно градске скупштине и председништва Србије.

#### Бели-Марковићи
Бисенија Симић, кћерка Стојана Симића, сестра Ђорђа Симића, била је удата за генерала Јована Бели-Марковића, министра војске и државног саветника. Нису имали деце. После смрти Бисеније Бели-Марковић, генерал Јован Бели-Марковић, вратио је њен велики мираз од 10. 000 дуката Ђорђу Симићу.

#### Лешјанини
Босиљка Симић, кћерка Стојана Симића, сестра Ђорђа Симића, била је удата за Милоја Лешјанина. Босиљка Лешјанин била је дворска дама краљице Наталије.

### Млађа грана

#### Алекса Симић (1800-1872)
Млађи син капетана Ђорђа Симића и Бисеније Симић, родом из Чумића код Крагујевца, je Алекса Симић (1800-1872), председник владе (кнежевски представник) од 24. септембар 1843. до 29. септембар 1844, од 14. март 1853. до 16. децембар 1855 и од 16.9. 1856. до 19. јуна 1857, министар иностраних послова и министар финансија.
Алекса Симић имао је са Катарином Симић(1806-1866) сина Милана Симића.
- Милан А. Симић (1827-1880) завршио је филозофију на Универзитету у Пешти. Био је секретар Министарства просвете и црквених дела и управник Народног Позоришта. Са Ангелином Симић, рођеном Јовановић (1841-1882) имао је синове Алексу М. Симића (1860—1933), Стојана М. Симића (1862—1906), Михајла М. Симића (1865—1926) и Константина М. Симића (1867—1935) и кћерку Савку М. Жујовић (1863-1933) удату за Миленка Жујовића.
- Стојан М. Симић (1862-1906) је са Катарином Цацом Симић(1866-1908), дворском дамом краљице Драге Машин, имао сина Милорада С. Симића (1892—1915) и Радмилу (1894-1973) удату за Андреја Милићевића (1893—1973), мајку Мире Траиловић и Олге Николић.
- Алекса М. Симић (1860-1933) имао је са Јеленом Душана А. Симића (1896—1964) и Милана А. Симића (1894—1948) у Београду.
- Душан А. Симић(1896-1964) је имао сина Александра Симића(1931-2004).
- Милан А. Симић из брака са Даницом (1897—1950) (рођ. Пајевић)имао је кћерку Веру и сина Душана(Беку)[6] .
- Душан М. Симић(1920-1945)је са Добрилом Симић(1921-2006)(рођ. Антонијевић) имао сина Радмила Д. Симића.
- Радмило Д. Симић (1944-) из брака са Биљаном Симић (рођ. Николова)има синове Огњена(1972-) и Марка(1974-) и из брака са Бранком Симић (рођена Николић) ћерку Јовану Леу(1989-) .
- Огњен Р. Симић са Јеленом Симић (рођ. Цветковић) има сина Матеју(2001-) и ћерку Јању(2007-) .
- Марко Р. Симић са Александром Симић (рођ. Рацков) има сина Филипа Симића(2007- ) и сина Константина Симића (2012 - ) .
- Вера Јеремић, рођ. Симић (1922-1995) је са Николом Јеремићем (1922—2005) имала два сина Дарка (1952-2023) и Милана(1955- ).
- Радмила Милићевић, рођ. Симић (1894-1973) била је удата за Андреја Милићевића (1893—1973) и имала је две кћерке Миру Траиловић, рођ. Милићевић, удату за Драгољуба Траиловића и Олгу Николић, рођ. Милићевић.

Обе гране Симића, цела породица Симић од времена браће Стојана и Алексе Симића сахрањена је у заједничкој породичној гробници на Новом Гробљу у Београду на парцели бр.12, гробница бр. 31, ред 2.

### Породичне куће и имања
Браћа Симићи су почетком 1840-тих су сазидали кућу, Стари конак, иза "Шишкове механе" на Теразијама, изван периферије града, на пољани са барским биљем. Кућу и имање је у пролеће 1844. откупио кнез Александар Карађорђевић (или 1843?) за двор по цени од 13.500 дуката цесарских. Симићи су доцније сазидали кућу преко пута двора, касније руско царско посланство.
Велика породична кућа Ђорђа Симића постала је, после продаје држави зграда старог двора Обреновића, у којој су у мајском преврату убијени краљ Александар Обреновић и краљица Драга Обреновић. Зграда је после срушена и на њеном месту подигнута је друга зграда двора, која је срушена у бомбардовањима Београда. Сада на месту старог двора Обреновића нема зграда већ се налази узвишење у парку између старог и новог двора, односно градске скупштине и председништва Србије.
Ђорђе Симић имао је плац и вилу „Миомир“ на Топчидерском брду (Дедиње).

### Сродство
Симићи су у сродству са Карађорђевићима, Цукићима, Бели-Марковићима, односно Баба-Дудићима, Жујовићима и др.